# Śrubunek

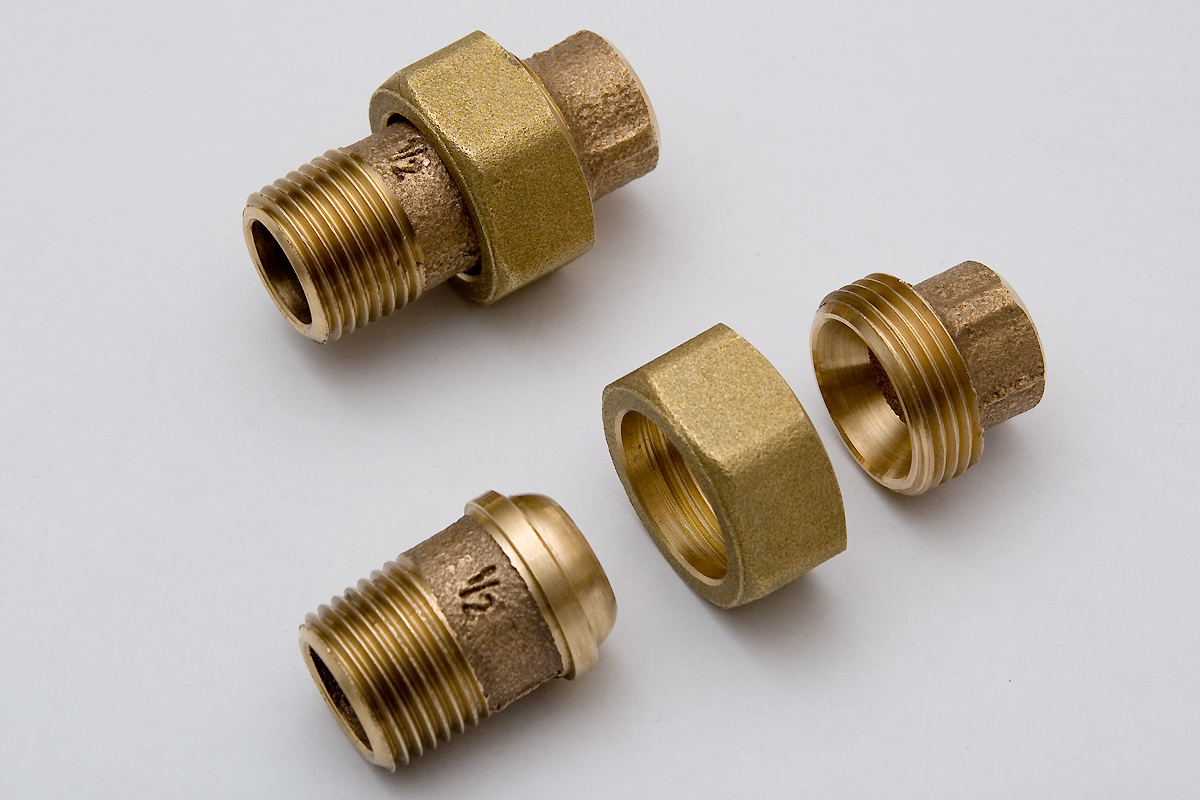
Śrubunek z redukcją średnicy rury (gw. zewn. 1/2˝, wewn. 3/8˝)

Śrubunek – rodzaj kształtki rurowej gwintowanej, którą wykorzystuje się do instalowania łatworozłącznych połączeń rur w instalacjach hydraulicznych (wodnych, gazowych, sprężonego powietrza, centralnego ogrzewania i innych) łączonych na gwinty. Na rynku występuje wiele rodzajów śrubunków, które nazywa się także dwuzłączkami (przy czym nazwa ta jest dwuznaczna, gdyż odnosi się ona też do tzw. nypli), a dawniej także funkcjonowała nazwa holender.

## Budowa i sposób mocowania
Typowy śrubunek składa się z 3 gwintowanych części (patrz zdjęcie):
1. części lewej, która ma zwykle ze swojej strony zewnętrznej gwint zewnętrzny (w pewnych odmianach wewnętrzny), a ze strony wewnętrznej – zaczep (kołnierz) i specjalnie wyprofilowane wypukłe pół-denko
2. nakrętki z gwintem wewnętrznym, która z jednej strony ma zredukowaną średnicę tworzącą specjalną obejmę (tzw. nakrętka kapturowa), pasującą do zewnętrznego zaczepu (kołnierza) poprzedniej części śrubunku
3. części prawej, która ma ze strony wewnętrznej specjalnie wyprofilowane wklęsłe pół-denko pasujące swym kształtem do pół-denka części lewej i gwint zewnętrzny (pasujący do gwintu wewnętrznego nakrętki), a po stronie zewnętrznej zwykle gwint wewnętrzny pasujący do średnicy mocowanej rury.

Całość mocuje się, do jednego końca rury przykręcając część lewą (często stosując redukcję) z założoną na tę część nakrętką, a do drugiego końca rury część prawą śrubunku. Całość skręca się przy pomocy nakrętki, przy czym oba denka śrubunku wchodzą wtedy ciasno jedno w drugie. Dla zapewnienia szczelności konstrukcji stosuje się także pastę uszczelniającą (smarując nią denka - można zastosować smar stały) i taśmę uszczelniającą (okręcając nią łączenia na gwintach).
Śrubunek najczęściej jest zakończony z obu stron gwintem o tej samej średnicy, a stosowane kombinacje gwintów to: gwinty zewn./wewn., zewn./zewn. lub wewn./wewn. (ten ostatni to tzw. holender). Możliwe jest również wykonanie bez gwintu do wspawania lub wlutowania. Niekiedy śrubunek jest połączony z redukcją średnicy rury – śrubunek redukcyjny lub ze zmianą kierunku – śrubunek kątowy. Stosowane uszczelnienia to uszczelki płaskie bądź okrągłe typu O-ring lub połączenia stożkowe bez dodatkowej uszczelki.

## Zastosowanie
Śrubunek tym różni się od innych złączy hydraulicznych, że w miejscu jego zastosowania można rury złączyć i rozłączyć; podczas gdy innego rodzaju złącza pozwalają na łączenie bądź rozłączanie rur tylko w ustalonej kolejności, począwszy od rury będącej na końcu systemu połączeń (bądź tej, przy której do jej połączenia zastosowano właśnie śrubunek) – co sprawia, że aby wymienić daną część systemu rurowego, należy rozebrać jego dużą część. Zastosowanie śrubunku upraszcza więc problem montażu i demontażu i skraca jego czas. Typowym przykładem zastosowania śrubunków jest montaż grzejników w instalacji centralnego ogrzewania.
Śrubunki wykorzystuje się także przy wymianie części instalacji rurowej (np. części skorodowanej rury), gdy nie było możliwości rozkręcenia rury i ją po prostu w tym celu przecięto. Pozwala on włączyć nowy kawałek rury do starej instalacji bez potrzeby demontażu jej znacznej części (co przy starych instalacjach może być kłopotliwe, np. w przypadku stwierdzenia znacznej korozji złącz). Stosuje się go także przy naprawach uszkodzeń instalacji rurowej (np. przy incydentalnym przewierceniu zabudowanej w ścianie rury).

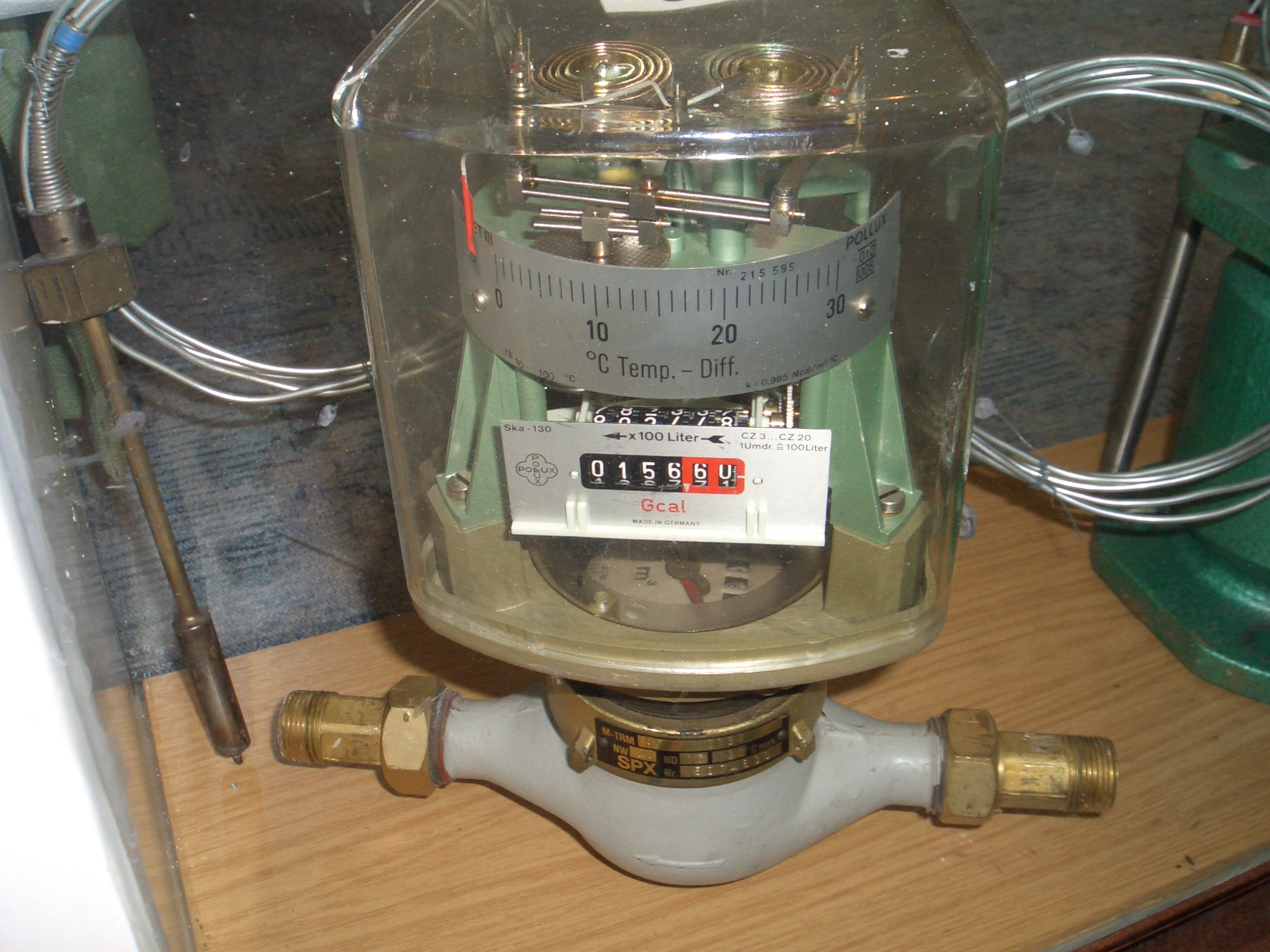
Mechaniczny licznik ciepła z wbudowanymi złączami śrubunkowymi.

Innym zastosowaniem złącz śrubunkowych może być mocowanie urządzeń hydraulicznych, które muszą być co jakiś czas sprawdzane i konserwowane na zewnątrz instalacji hydraulicznej (takich jak np. pompy) lub wymieniane na nowe (zawory zwykłe i termostatyczne) albo wymontowywane do celów ich prawnej legalizacji (takich jak liczniki). W celu ich łatwej wymiany montuje się zwykle jedną (dla zaworów) lub dwie pary śrubunków (dla pomp i liczników, po jednej lub) po obu stronach urządzenia (wylotowej lub wlotowej i wylotowej); często urządzenia te mają już wbudowane specjalne złącza śrubunkowe, gdzie jedna z części złącza jest na stałe związana z ich korpusem. W takich przypadkach często dodaje się do konstrukcji systemu hydraulicznego (po jednej lub po obu stronach tego typu urządzeń, bezpośrednio za śrubunkami) także zawory odcinające dopływ wody (lub innego medium krążącego w instalacji) w czasie jego demontażu, co umożliwia jego sprawny i szybki serwis bez potrzeby spuszczania ww. czynnika roboczego z instalacji.
Ponieważ śrubunki nie są zwykle tanie (śrubunki do typowych systemów wodnych wykonuje się zwykle z mosiądzu i składają się one z kilku gwintowanych elementów), to stosuje się je tylko w istotnych miejscach systemów hydraulicznych; tam, gdzie rzeczywiście są one niezbędne.

## Śrubunki samouszczelniające[1]
Typowe śrubunki dla zapewnienia szczelności złącza wymagają zwykle zastosowania taśmy lub pasty uszczelniającej. Istnieją także śrubunki samouszczelniające zawierające dodatkowe elementy (są to zwykle gumowe uszczelki), które pozwalają uszczelnić połączenie bez używania dodatkowych szczeliw. Przy ich montażu wystarczy tylko wkręcić gwint zewnętrzny w wewnętrzny, aby uzyskać szczelne połączenie o wysokim stopniu niezawodności. Oszczędza to czas przy ich montażu i upraszcza znacznie sam montaż.
Charakteryzują się one estetycznym wyglądem, a ich konstrukcja sprawia, że żadne szczeliwo nie wystaje na zewnątrz złącza. Nie trzeba też stosować dodatkowych past uszczelniających, co sprawia, że połączenie jest od razu czyste, a całość wygląda schludnie.
Tego typu śrubunki są często stosowane w miejscach krytycznych i niedostępnych, gdzie montaż jest trudny i kłopotliwy.

## Rodzaje
- Śrubunki z króćcami stożkowymi
- Śrubunki z króćcami płaskimi